# Chassagne-montrachet (AOC)
Pour les articles homonymes, voir Chassagne.
Le chassagne-montrachet est un vin français d'appellation d'origine contrôlée, produit sur une partie de la commune de Chassagne-Montrachet, dans le département de la Côte-d'Or, et une petite partie de Remigny, en Saône-et-Loire.
Le chassagne-montrachet est classé parmi les appellations communales du vignoble de la côte de Beaune, avec en son sein 57 premiers crus différents. La notoriété de l'appellation est aidée par les trois autres appellations de la commune, classées grands crus : le montrachet, le bâtard-montrachet et le criots-bâtard-montrachet.

## Histoire

### Antiquité
L’édit de l'empereur romain Domitien, en 92, interdit la plantation de nouvelles vignes hors d’Italie, ordonnant d'arracher partiellement les vignes en Gaule afin d’éviter la concurrence. Le vignoble résultant suffisait seulement aux besoins locaux. Mais Probus annule cet édit en 280.
En 312, un disciple d'Eumène rédigea la première description du vignoble de la Côte d'Or.

### Moyen Âge
Dès le début du VIe siècle, l’implantation du christianisme avait favorisé l’extension de la vigne par la création d’importants domaines rattachés aux abbayes. Ainsi le village de Chassagne est inscrit au cartulaire de 886 de l'abbaye de Saint-Seine sous le nom de Cassaneas ou Cassania, tandis que des moines clunisiens y fondent le prieuré de Morgeot et que l'abbaye bénédictine Saint-Jean-le-Grand d'Autun est propriétaire du Clos Saint-Jean.

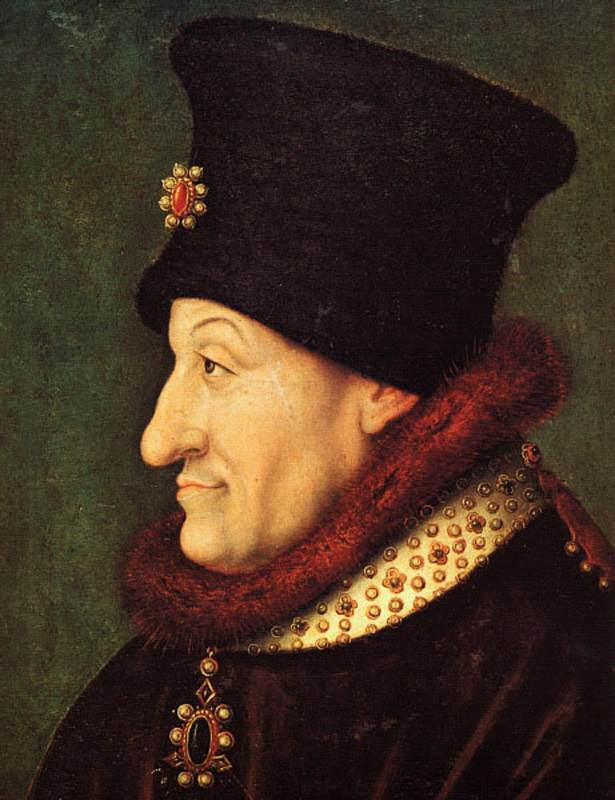
Philippe II le Hardi.

En l'an 1395, Philippe le Hardi décida d’améliorer la qualité des vins et interdit la culture du gamay au profit du pinot noir dans ses terres. Enfin, en 1416, Charles VI fixa par un édit les limites de production du vin de Bourgogne,.
À la mort de Charles le Téméraire, Chassagne eut à subir les épreuves de la guerre entre le duché de Bourgogne et le royaume de France : le village est incendié en 1476 par les troupes de Louis XI après que son seigneur eût embrassé la cause de Marie de Bourgogne, l'héritière de Charles le Téméraire.

### Période moderne
En 1700, l'intendant Ferrand rédige un Mémoire pour l'instruction du duc de Bourgogne lui indiquant que dans cette province les meilleurs vins provenaient des « vignobles [qui] approchent de Nuits et de Beaune ».

### Période contemporaine

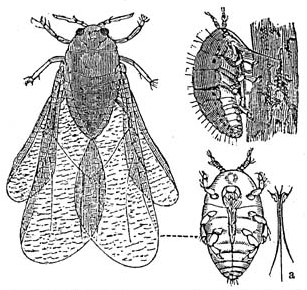
Phylloxéra.

#### XIXesiècle
Dans les décennies 1830-1840, la pyrale survint et attaque les feuilles de la vigne. Elle est suivie d'une maladie cryptogamique, l'oïdium. Le millésime 1865 donne des vins aux teneurs naturelles en sucres très élevées et des vendanges assez précoces. À la fin de ce siècle arrivent deux nouveaux fléaux de la vigne : le premier est le mildiou, autre maladie cryptogamique, le second le phylloxéra. Cet insecte térébrant venu d'Amérique mis très fortement à mal le vignoble. Après de longues recherches, on finit par découvrir que seul le greffage permettrait à la vigne de pousser en présence du phylloxéra.
Par le décret du 27 novembre 1879, la commune de Chassagne-le-Haut est autorisée à changer son nom en Chassagne-Montrachet, du nom du climat le Montrachet, classé grand cru.

#### XXesiècle
Le mildiou provoque un désastre considérable en 1910. Henri Gouges avait rejoint au niveau national le combat mené par le sénateur Joseph Capus et le baron Pierre Le Roy de Boiseaumarié qui allait aboutir à la création des appellations d'origine contrôlée. Il devint le bras droit du baron à l'INAO. Ainsi cette appellation d'origine contrôlée est reconnue par le décret du 31 juillet 1937.
Les techniques en viticulture et œnologie ont bien évolué depuis 50 ans : vendange en vert, table de triage, cuve en inox, pressoir électrique puis pneumatique, apparition de l'enjambeur dans les années 1960-70 qui remplace le cheval, etc.).

#### XXIesiècle
Avec la canicule de 2003, les vendanges débutèrent pour certains domaines cette année-là à la mi-août, soit avec un mois d'avance, des vendanges très précoces qui ne s'étaient pas vues depuis 1422 et 1865 d'après les archives.
Les 30 et 31 janvier 2010, le village accueille la Saint-Vincent tournante,.

## Étymologie
Le nom de l'appellation est celui du village éponyme.
L'origine du nom de « Chassagne » fait débat : Cassaneas ou Cassania, désignent soit une petite cassine ou petite maison, soit la maison d'un Cassius, soit un lieu planté de chênes.
Quant à « Montrachet », nom du grand cru blanc de Bourgogne le plus connu, produit en partie sur la commune de Chassagne-Montrachet et en partie sur sa voisine Puligny-Montrachet, il vient de la déformation du toponyme « Mont Rachaz ». Ce nom est dû aux caractéristiques de l'affleurement rocheux voisin, un relief chauve où ne pousse pas grand chose.

## Situation géographique
L'appellation chassagne-montrachet couvre la majeure partie de la commune de Chassagne-Montrachet ainsi qu'une petite partie de sa voisine Remigny, près de la ville de Chagny.
Elle se trouve entre les vignes de Puligny-Montrachet au nord et de Santenay au sud, le long de la côte de Beaune, dans le département de la Côte-d'Or et la région Bourgogne-Franche-Comté.

### Géologie et orographie
L'aire de production est située entre 220 et 325 mètres d'altitude, sur des sols argilo-calcaire, plus ou moins calcaires, caillouteuses ou marneuses.

### Climatologie
C'est un climat tempéré à légère tendance continentale.
Pour la ville de Dijon (316 m), les valeurs climatiques jusqu'à 1990 :
| Mois                              | jan. | fév. | mars | avril | mai  | juin | jui. | août | sep. | oct. | nov. | déc. | année |
| --------------------------------- | ---- | ---- | ---- | ----- | ---- | ---- | ---- | ---- | ---- | ---- | ---- | ---- | ----- |
| Température minimale moyenne (°C) | −1   | 0,1  | 2,2  | 5     | 8,7  | 12   | 14,1 | 13,7 | 10,9 | 7,2  | 2,5  | −0,2 | 6,3   |
| Température moyenne (°C)          | 1,6  | 3,6  | 6,5  | 9,8   | 13,7 | 17,2 | 19,7 | 19,1 | 16,1 | 11,3 | 5,6  | 2,3  | 10,5  |
| Température maximale moyenne (°C) | 4,2  | 7    | 10,8 | 14,7  | 18,7 | 22,4 | 25,3 | 24,5 | 21,3 | 15,5 | 8,6  | 4,8  | 14,8  |
| Précipitations (mm)               | 49,2 | 52,5 | 52,8 | 52,2  | 86,3 | 62,4 | 51   | 65,4 | 66,6 | 57,6 | 64,2 | 62   | 732,2 |

## Vignoble

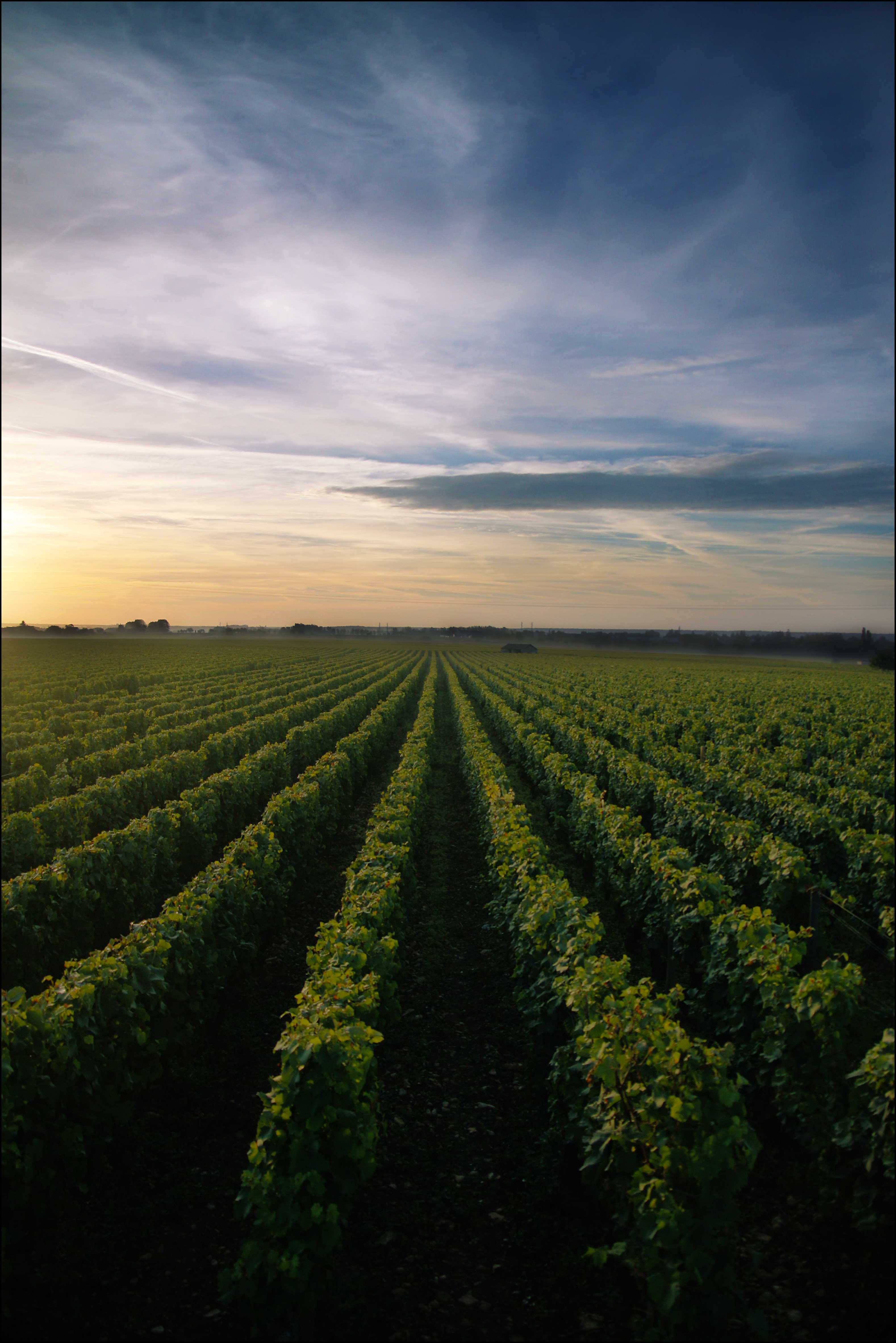
Vignoble de Chassagne-Montrachet.

### Présentation
Les cépages utilisés sont le chardonnay B pour le vin blanc et le pinot noir N pour le vin rouge. L'appellation chassagne-montrachet comprend 315 hectares en tout, avec 188 hectares de vins blancs dont 120 hectares de premiers crus et 127 hectares de vins rouges dont 34 hectares en premier cru. La production donne 9 125 hectolitres de vins blancs (5 720 hectolitres de premiers crus) et 5 860 hectolitres de vins rouges (1 610 hectolitres de premiers crus).
Un grand cru est implanté totalement dans cette commune :
- le criots-bâtard-montrachet (1,57 hectare)[13].

Il y a deux autres grands crus implantés en partie dans la commune de Chassagne-Montrachet (l'autre partie est implantée sur la commune de Puligny-Montrachet) :
- le montrachet (5,93 hectares)[13] ;
- le bâtard-montrachet (11,83 hectares)[13].

### Climats
Les climats classé en premier cru sont les suivants :
- Abbaye de Morgeot[17] (Lieux-dits : La Chapelle)
- Blanchot dessus
- Bois de Chassagne (Lieux-dits : Les Embazées, Les Baudines)
- Cailleret (Lieux-dits : Chassagne, Les Combards, Vigne Derrière)
- Champs Jendreau
- Chassagne
- Chassagne du clos Saint-Jean
- Clos Chareau
- Clos Pitois
- Clos Saint-Jean (Lieux-dits : Les Rebichets, Les Murée, Chassagne du Clos Saint-Jean)
- Dent de Chien
- En Cailleret
- En Remilly
- En Virondot
- Ez Crets
- Ez Crottes
- Francemont
- Guerchère
- La Boudriotte
- La Boudriotte (Lieux-dits : La Roquemaure, Champs Jendreau, Les Chaumes, Les Fairendes, Les Petites Fairendes)
- La Cardeuse
- La Chapelle
- La Grande Borne
- La Grande Montagne (Lieux-dits : La Romanée, En Virondot, Les Grandes Ruchottes)
- La Maltroie
- La Maltroie (Lieux-dits : Les Places, Ez Crets)
- La Romanée
- La Roquemaure
- Les Baudines
- Les Boirettes
- Les Bondues
- Les Brusonnes
- Les Brussonnes (Lieux-dits : La Grande Borne, La Cardeuse, Les Boirettes, Clos Chareau, Francemont, Clos Pitois, Les Brusonnes)
- Les Champs gain
- Les Chaumées
- Les Chaumes
- Les Chenevottes
- Les Chenevottes (Lieux-dits : Les Commes, Les Bondues)
- Les Combards
- Les Commes
- Les Embazées
- Les Fairendes
- Les Grandes Ruchottes
- Les Grands Clos
- Les Macherelles
- Les Murée
- Les Pasquelles
- Les Petites Fairendes
- Les Petits Clos
- Les Places
- Les Rebichets
- Les Vergers (Lieux-dits : Petingeret, Les Pasquelles)
- Morgeot (Lieux-dits La Grande Borne, La Cardeuse, Les Brusonnes, Les Boirettes, Clos Chareau, Francemont, Clos Pitois, Vigne Blanche, Ez Crottes, La Chapelle, Guerchère, Tête du Clos, Les Petits Clos, Les Grands Clos, Morgeot, La Boudriotte, La Roquemaure, Champs Jendreau, Les Chaumes, Les Fairendes, Les Petites Fairendes)
- Petingeret
- Tête du Clos
- Tonton Marcel
- Vide Bourse
- Vigne Blanche
- Vigne Derrière

### Encépagement
Le pinot noir compose exclusivement les vins rouges de l'AOC. Il est constitué de petites grappes denses, en forme de cône de pin composées de grains ovoïdes, de couleur bleu sombre. C'est un cépage délicat, qui est sensible aux principales maladies et en particulier au mildiou, au rougeot parasitaire, à la pourriture grise (sur grappes et sur feuilles), et au cicadelles. Ce cépage, qui nécessite des ébourgeonnages soignés, a tendance à produire un nombre important de grapillons. Il profite pleinement du cycle végétatif pour mûrir en première époque. Le potentiel d'accumulation des sucres est élevé pour une acidité juste moyenne et parfois insuffisante à maturité. Les vins sont assez puissants, riches, colorés, de garde. Ils sont moyennement tanniques en général.
Le chardonnay, lui, compose les vins blancs de l'appellation. Ses grappes sont relativement petites, cylindriques, moins denses que celles du pinot noir, constituées de grains irréguliers, assez petits, de couleur jaune doré. De maturation de première époque comme le pinot noir, il s'accommode mieux d'une humidité de fin de saison avec une meilleure résistance à la pourriture s'il n'est pas en situation de forte vigueur. Il est sensible à l'oïdium et à la flavescence dorée. Il débourre un peu avant le pinot noir, ce qui le rend également sensible aux gelées printanières. Les teneurs en sucre des baies peuvent atteindre des niveaux élevés tout en conservant une acidité importante, ce qui permet d'obtenir des vins particulièrement bien équilibrés, puissants et amples, avec beaucoup de gras et de volume.

### Méthodes culturales

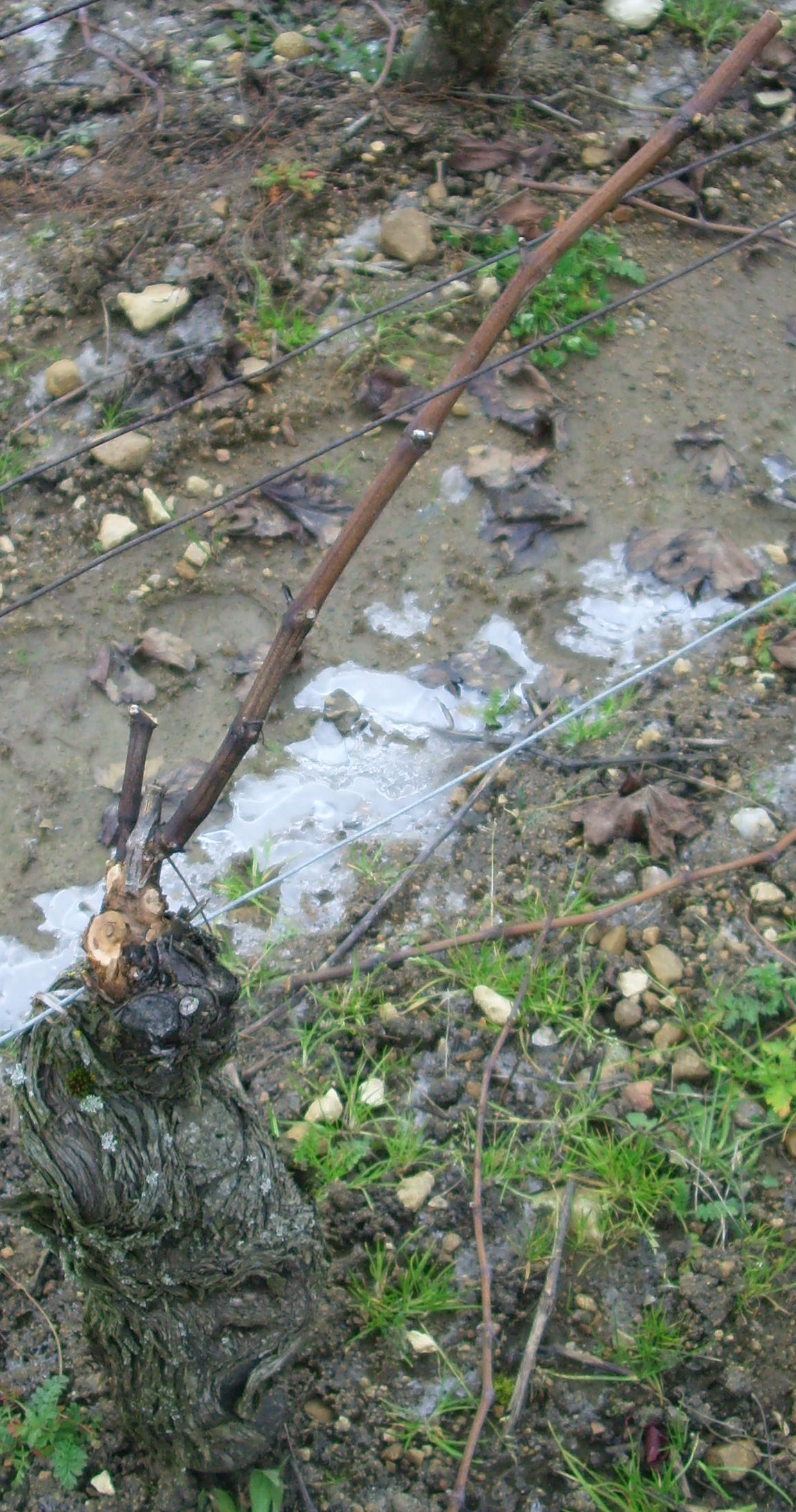
Pied de vigne taillé en guyot simple.

#### Travail manuel
Ce travail commence par la taille, en « guyot simple », avec une baguette de cinq à huit yeux et un courson de un à trois yeux. Le tirage des sarments suit la taille. Les sarments sont enlevés et peuvent être brûlés ou mis au milieu du rang pour être broyés. On passe ensuite aux réparations. Puis vient le pliage des baguettes. Éventuellement, après le pliage des baguettes, une plantation de nouvelles greffes est réalisée. L'ébourgeonnage peut débuter dès que la vigne a commencé à pousser. Cette méthode permet, en partie, de réguler les rendements. Le relevage est pratiqué lorsque la vigne commence à avoir bien poussé. En général, deux à trois relevages sont pratiqués. La vendange en vert est pratiquée de plus en plus dans cette appellation. Cette opération est faite dans le but de réguler les rendements et surtout d'augmenter la qualité des raisins restants. Pour finir avec le travail manuel à la vigne, se réalise l'étape importante des vendanges.

#### Travail mécanique
L'enjambeur est d'une aide précieuse. Les différents travaux se composent du broyage des sarments, réalisé lorsque les sarments sont tirés et mis au milieu du rang. De trou fait à la tarière, là où les pieds de vignes sont manquants, en vue de planter des greffes au printemps. De labourage ou griffage, réalisé dans le but d'aérer les sols et de supprimer des mauvaises herbes. De désherbage fait chimiquement pour tuer les mauvaises herbes. De plusieurs traitements des vignes, réalisés dans le but de les protéger contre certaines maladies cryptogamiques (mildiou, oïdium, pourriture grise, etc.) et certains insectes (eudémis et cochylis). De plusieurs rognages consistant à reciper ou couper les branches de vignes (rameaux) qui dépassent du système de palissage. Des vendanges mécaniques se réalisant avec une machine à vendanger ou une tête de récolte montée sur un enjambeur.

### Rendements
Les rendements sont de l'ordre de 40 hectolitres par hectare pour les vins rouges et 45 hectolitres par hectare pour les vins blancs.

## Vins

### Titres alcoométriques volumique minimal et maximal
| AOC                           | Blanc   | Blanc   | Rouge   | Rouge   |
| Titre alcoométrique volumique | minimal | maximal | minimal | maximal |
| Village                       | 11 %    | 14 %    | 10,5 %  | 13,5 %  |
| Premier cru                   | 11,5 %  | 14,5 %  | 11 %    | 14 %    |

### Vinification et élevage

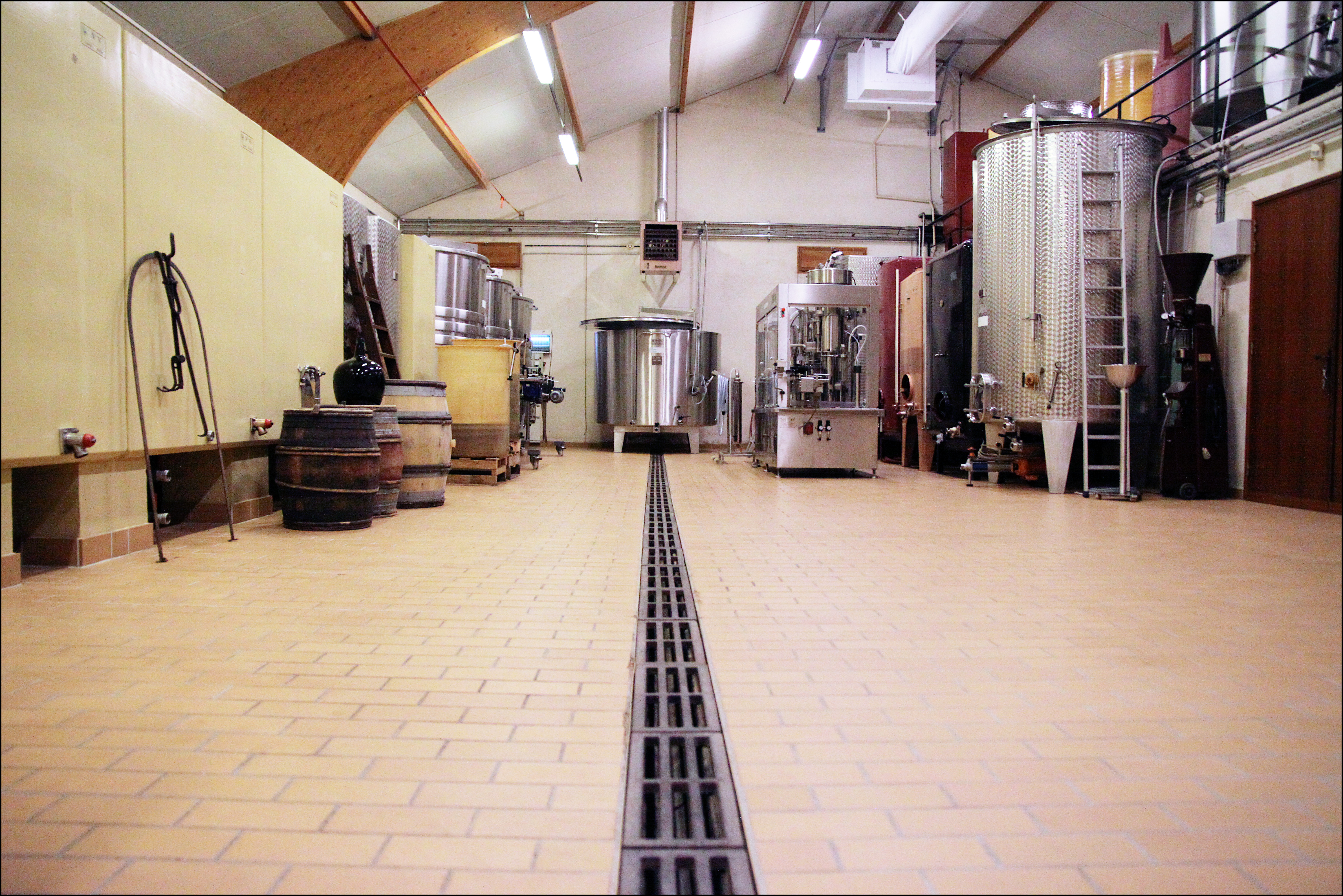
Cuverie à Chassagne-Montrachet - 2013 - (Domaine Laurent Pillot).

Voici les méthodes générales de vinification de cette appellation. Il existe cependant des petites différences de méthode entre les différents viticulteurs et négociants.

#### Vinification en rouge
La récolte des raisins se fait à maturité et de façon manuelle ou mécanique. La vendange manuelle est le plus souvent triée, soit à la vigne soit à la cave avec une table de tri, ce qui permet d'enlever les grappes pourries ou insuffisamment mûres. La vendange manuelle est généralement éraflée puis mise en cuve. Une macération pré-fermentaire à froid est quelquefois pratiquée. La fermentation alcoolique peut démarrer, le plus souvent après un levurage. Commence alors le travail d'extraction des polyphénols (tanins, anthocyanes) et autres éléments qualitatifs du raisin (polysaccharides etc.). L'extraction se faisait par pigeage, opération qui consiste à enfoncer le chapeau de marc dans le jus en fermentation à l'aide d'un outil en bois ou aujourd'hui d'un robot pigeur hydraulique. Plus couramment, l'extraction est conduite par des remontages, opération qui consiste à pomper le jus depuis le bas de la cuve pour arroser le chapeau de marc et ainsi lessiver les composants qualitatifs du raisin. Les températures de fermentation alcoolique peuvent être plus ou moins élevées suivant les pratiques de chaque vinificateur avec une moyenne générale de 28 à 35 degrés au maximum de la fermentation. La chaptalisation est réalisée si le degré naturel est insuffisant : cette pratique est réglementée. À l'issue de la fermentation alcoolique suit l'opération de décuvage qui donne le vin de goutte et le vin de presse. La fermentation malolactique se déroule après mais est dépendante de la température. Le vin est soutiré et mis en fût ou cuve pour son élevage. L'élevage se poursuit pendant plusieurs mois (12 à 24 mois) puis le vin est collé, filtré et mis en bouteilles.

#### Vinification en blanc

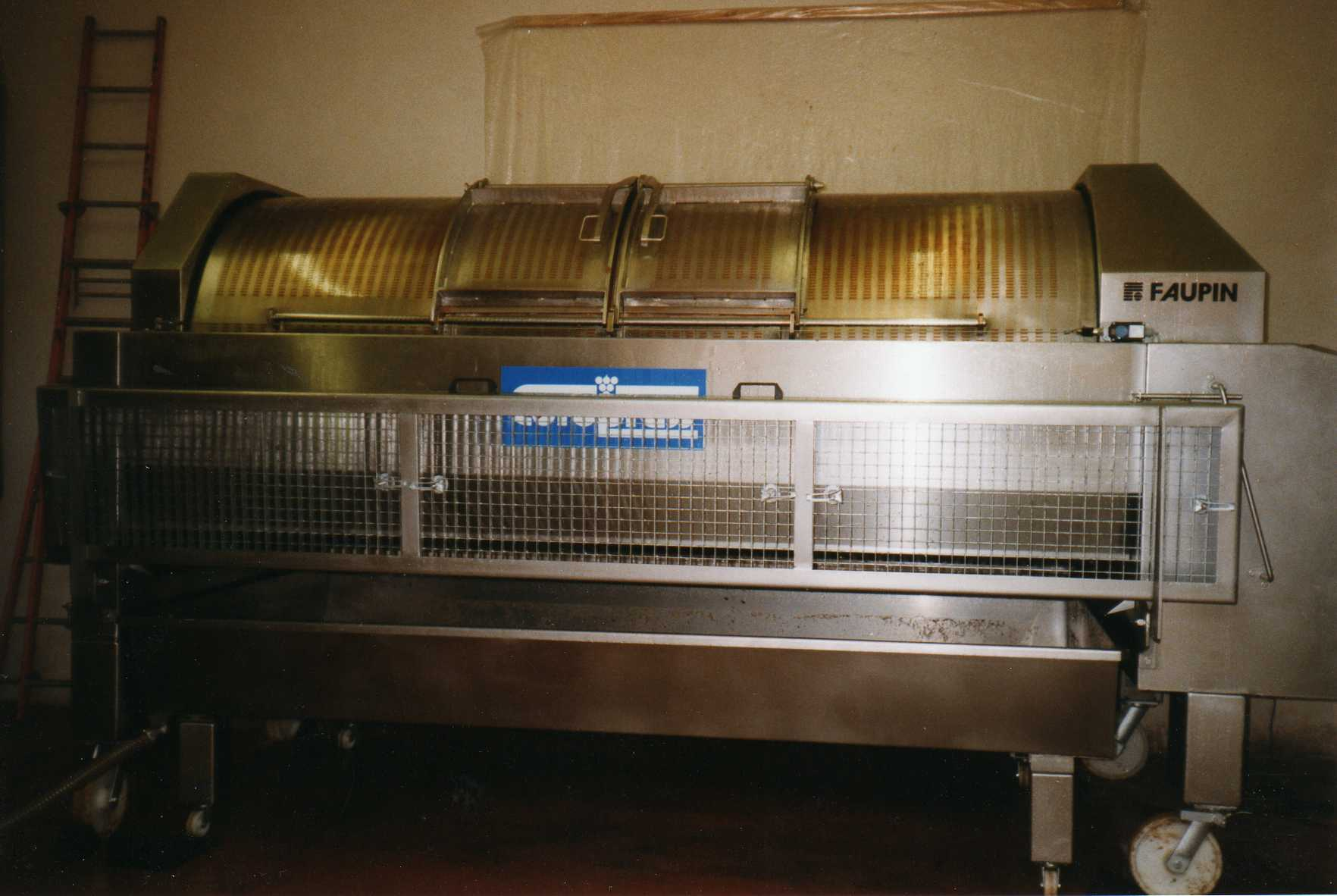
Pressoir pneumatique servant au pressurage.

Comme pour le rouge, la récolte est manuelle ou mécanique et peut être triée. Les raisins sont ensuite transférés dans un pressoir pour le pressurage. Une fois le moût en cuve, le débourbage est pratiqué généralement après un enzymage. À ce stade, une stabulation préfermentaire à froid (environ 10 à 12 degrés pendant plusieurs jours) peut être recherchée pour favoriser l'extraction des arômes. Mais le plus souvent, après 12 à 48 heures, le jus clair est soutiré et mis à fermenter. La fermentation alcoolique se déroule avec un suivi tout particulier pour les températures qui doivent rester à peu près stables (18 à 24 degrés). La chaptalisation est aussi pratiquée pour augmenter le titre alcoométrique volumique si nécessaire. La fermentation malolactique est réalisée en Fûts ou en cuves. Les vins sont élevés « sur lies », en fûts, dans lesquels le vinificateur réalise régulièrement un « bâtonnage », c'est-à-dire une remise en suspension des lies. Cette opération dure pendant plusieurs mois au cours de l'élevage des blancs. À la fin, la filtration du vin est pratiquée pour rendre les vins plus limpides. La mise en bouteille clôture l'opération.

### Terroir et vins
Vin blanc : Couleur lamé or, reflets verts. Arômes d'acacia, d'aupébine, de noisette, de chèvrefeuille, de verveine, minérale (silex). Bouche opulente, moelleuse et intense.
Vin rouge : Éclat vif, reflets violacés. Arômes de griotte, de groseille, de framboise, de fraise des bois, notes épicées. Étoffé, concentré, assez tannique et complexe en bouche.

### Gastronomie, garde et température de service
Vin blanc : Convient très bien avec des viandes blanches (volaille, veau...), poisson (saumon), langouste, homard...).
À servir entre 12 et 14 degrés.
Vin rouge : Il s'accorde bien  avec certaines viandes (Agneau grillé ou rôti, Porc, Gibiers à plumes...).
À servir entre 14 et 17 degrés.

### Galerie de cuvées

Bouteilles de Chassagne-Montrachet
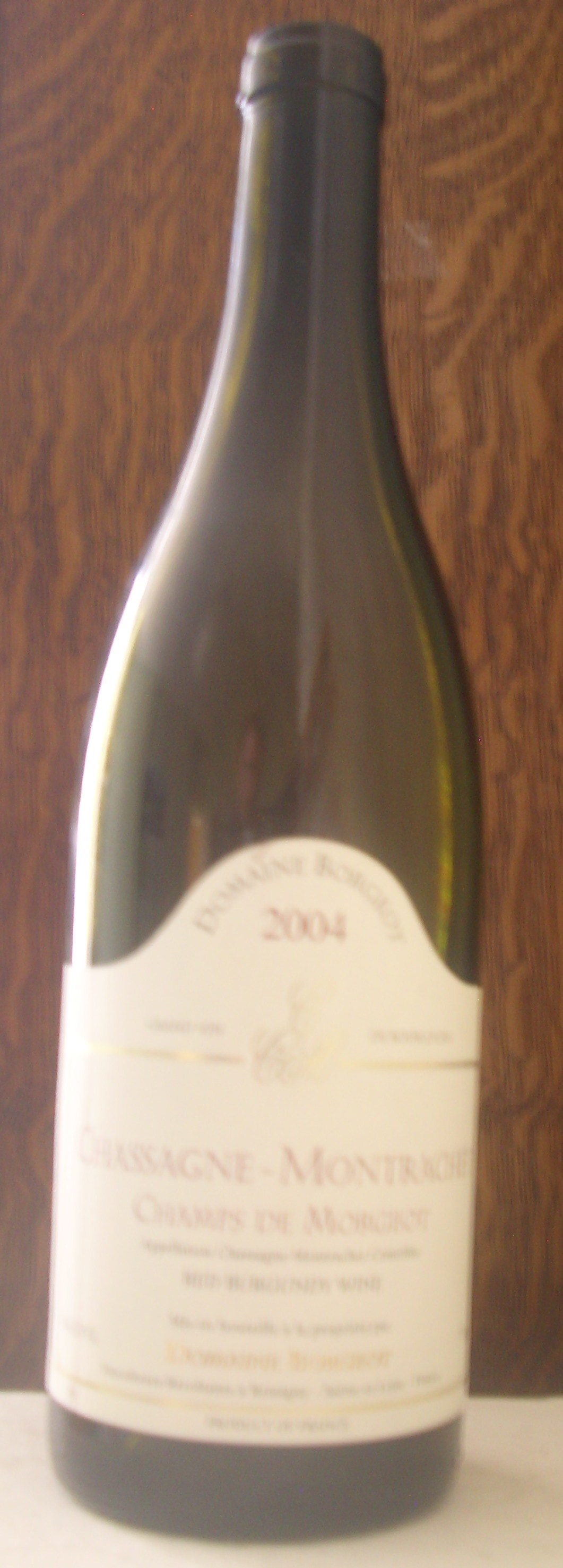
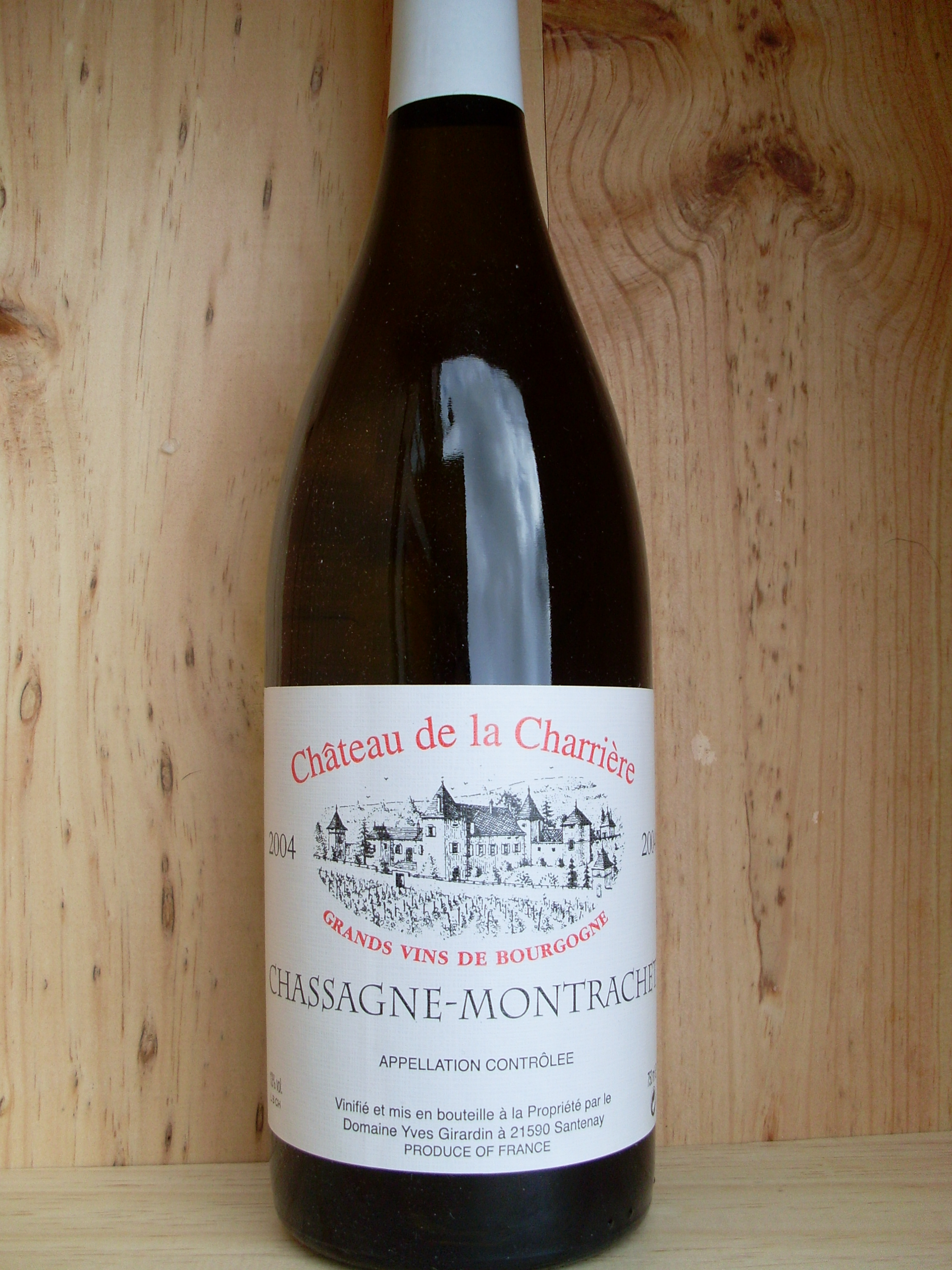
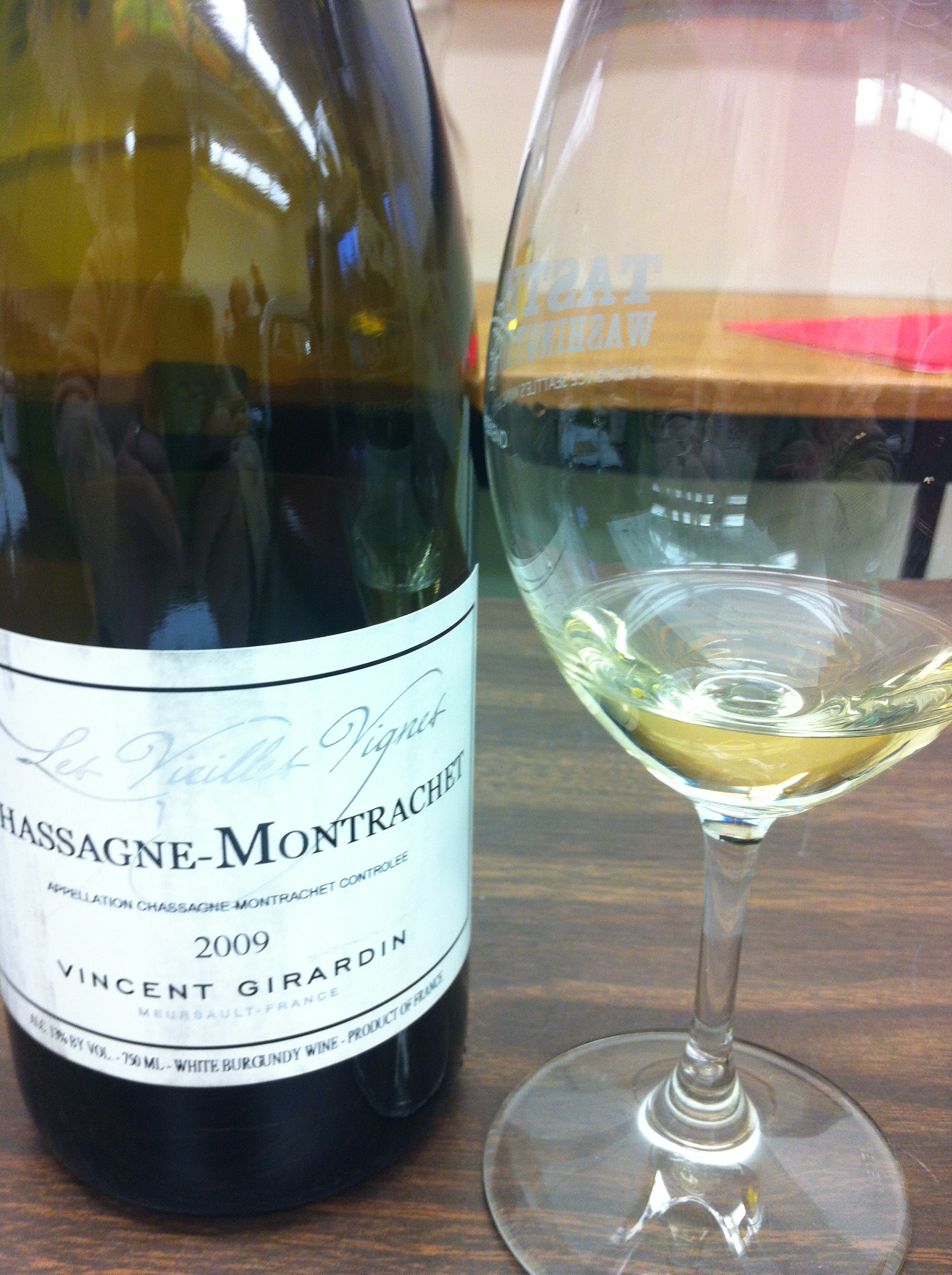
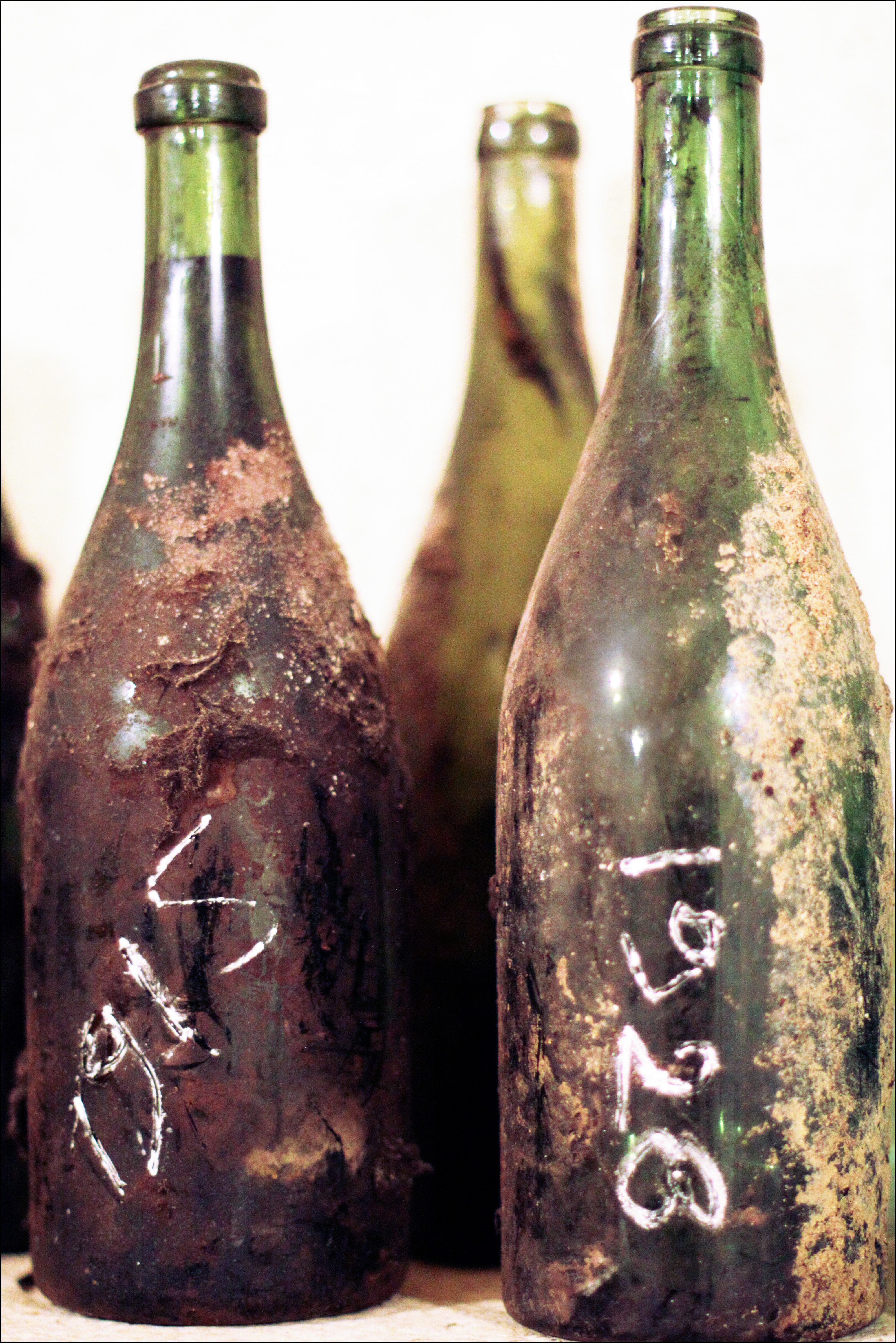

## Économie

### Structure des exploitations
Il existe des domaines de tailles différentes. Ces domaines mettent tout ou une partie de leurs propres vins en bouteilles et s'occupent aussi de le vendre. Les autres, ainsi que ceux qui ne vendent pas tous leurs vins en bouteilles, les vendent aux maisons de négoce.
Les maisons de négoce achètent leurs vins, en général, en vin fait (vin fini) mais parfois en raisin ou en moût. Elles achètent aux domaines et passent par un courtier en vin qui sert d'intermédiaire moyennant une commission de l'ordre de 2 % à la charge de l'acheteur.

### Commercialisation
La commercialisation de cette appellation se fait par divers canaux de vente : dans les caveaux du viticulteur, dans les salons des vins (vignerons indépendants, etc.), dans les foires gastronomiques, par exportation, dans les Cafés-Hôtels-Restaurants (C.H.R), dans les grandes et moyennes surfaces (G.M.S).

### Les producteurs de l'appellation
| Producteur          | Producteur          | Domaine                              |
| Nom                 | Prénom              | Domaine                              |
| ------------------- | ------------------- | ------------------------------------ |
| Amiot               | Thierry             | Domaine Amiot Guy et Fils            |
| Bachelet            | Benoît              | Domaine Jean-Claude Bachelet et Fils |
| Bachey-Legros       | Christiane          |                                      |
| Blain               | Jean-Marc           | Domaine Blain-Gagnard                |
| Bonnefoy            | Marie-Paule         | Domaine Bachelet-Ramonet             |
| Bouard              | Carine et Fabrice   | Domaine Bouard-Bonnefoy              |
| Bouton              | Gilles              |                                      |
| Brenot              | Philippe            | Domaine Brenot                       |
| Brisset             | Pierre              | Maison Pierre Brisset                |
| Caillat             | Sébastien           | Domaine Lamy-Pillot                  |
| Colin               | Bruno               |                                      |
| Colin               | Joseph              | Domaine Marc Colin et Fils           |
| Colin               | Philippe            |                                      |
| Colin               | Pierre-Yves         | Domaine Pierre-Yves Colin-Morey      |
| de Courcel          | Gilles              | Chanson Père et Fils                 |
| Cournut             | Jean-Pierre         | Château de la Maltroye               |
| Chapelle            | Bernard             | Clos Bellefond                       |
| Dancer              | Vincent             |                                      |
| Duvernay            | Philippe            | Domaine Coffinet-Duvernay            |
| Fagot               | Jean-Charles        | Domaine Jean-Charles Fagot           |
| Fontaine            | Richard             | Domaine Fontaine-Gagnard             |
| Fossier             | Alain               | Maison Bader-Mimeur                  |
| Gambal              | Alex                |                                      |
| Mestre              | Philippe            | Mestre Père & Fils                   |
| Girardin            | Yves                |                                      |
| Jouard              | François            | Domaine Vincent & François Jouard    |
| Jouard              | Paul                |                                      |
| Larue               | Didier              | Domaine Larue                        |
| Leflaive            | Olivier             |                                      |
| Leouin              | François            | Domaine René Lequin-Colin            |
| Lestimé             | Caroline            | Domaine Jean-Noël Gagnard            |
| Duchesse de Magenta |                     |                                      |
| Mollard             | Sabine              | Domaine Marc Morey et Fils           |
| Moreau              | Alexandre           | Domaine Bernard Moreau et Fils       |
| Morey               | Jean-Marc           | Domaine Jean-Marc Morey              |
| Morey               | Michel              | Domaine Morey-Coffinet               |
| Morey               | Thomas              |                                      |
| Morey               | Vincent             | Domaine Vincent & Sophie Morey       |
| Niellon             | Michel              |                                      |
| Paquet              | Agnès               |                                      |
| Pethel              | Blair               | Domaine Dublère                      |
| Picard              | Francine            | Maison Michel Picard                 |
| Pillot              | Jean-Marc           | Domaine Jean Pillot et Fils          |
| Pillot              | Laurent et Adrien   | Domaine Fernand & Laurent Pillot     |
| Pillot              | Paul                |                                      |
| Ramonet             | Noël et Jean-Claude | Domaine Ramonet                      |
| Rous                | Sébastien           | Domaine Roux Père et Filsz           |

### Note
1. ↑  Le code international d'écriture des cépages mentionne de signaler la couleur du raisin : B = blanc, N = noir, Rs = rose, G = gris.